# Primera Liga de Eslovenia 1998-99
La PrvaLiga de Eslovenia 1998-99 fue la octava edición de la máxima categoría del fútbol esloveno. Inició el 2 de agosto de 1998 y finalizó el 13 de junio de 1999. El campeón fue el NK Maribor por tercera vez consecutiva.

## Tabla de posiciones
| Pos | Equipo           | PJ | PG | PE | PP | GF | GC | Dif | Pts |
| --- | ---------------- | -- | -- | -- | -- | -- | -- | --- | --- |
| 1   | Maribor          | 33 | 19 | 9  | 5  | 72 | 29 | +43 | 66  |
| 2   | Gorica           | 33 | 18 | 8  | 7  | 55 | 31 | +24 | 62  |
| 3   | Rudar Velenje    | 33 | 16 | 8  | 9  | 43 | 33 | +10 | 56  |
| 4   | Mura             | 33 | 16 | 5  | 12 | 53 | 35 | +18 | 53  |
| 5   | Korotan Prevalje | 33 | 14 | 6  | 13 | 44 | 45 | –1  | 48  |
| 6   | Olimpija         | 33 | 12 | 8  | 13 | 54 | 50 | +4  | 44  |
| 7   | Celje            | 33 | 10 | 12 | 11 | 30 | 35 | –5  | 42  |
| 8   | Domžale          | 33 | 10 | 11 | 12 | 40 | 49 | –9  | 41  |
| 9   | Primorje         | 33 | 11 | 7  | 15 | 39 | 45 | –6  | 40  |
| 10  | Potrošnik        | 33 | 10 | 6  | 17 | 41 | 62 | –21 | 36  |
| 11  | Koper            | 33 | 8  | 8  | 17 | 34 | 61 | –17 | 32  |
| 12  | Triglav Kranj    | 33 | 5  | 10 | 18 | 28 | 58 | –30 | 25  |

PJ = Partidos jugados; PG = Partidos ganados; PE = Partidos empatados; PP = Partidos perdidos; GF = Goles anotados; GC = Goles recibidos; Dif = Diferencia de goles; Pts = Puntos
|  | Liga de Campeones de la UEFA |
|  | Copa de la UEFA              |
|  | Copa Intertoto de la UEFA    |
|  | Descenso a la 2. SNL         |

| Bandera de Eslovenia         |
| Campeón NK Maribor 3° título |